# Lamprosema megaspilalis
Lamprosema megaspilalis là một loài bướm đêm trong họ Crambidae.